# Talcott Williams

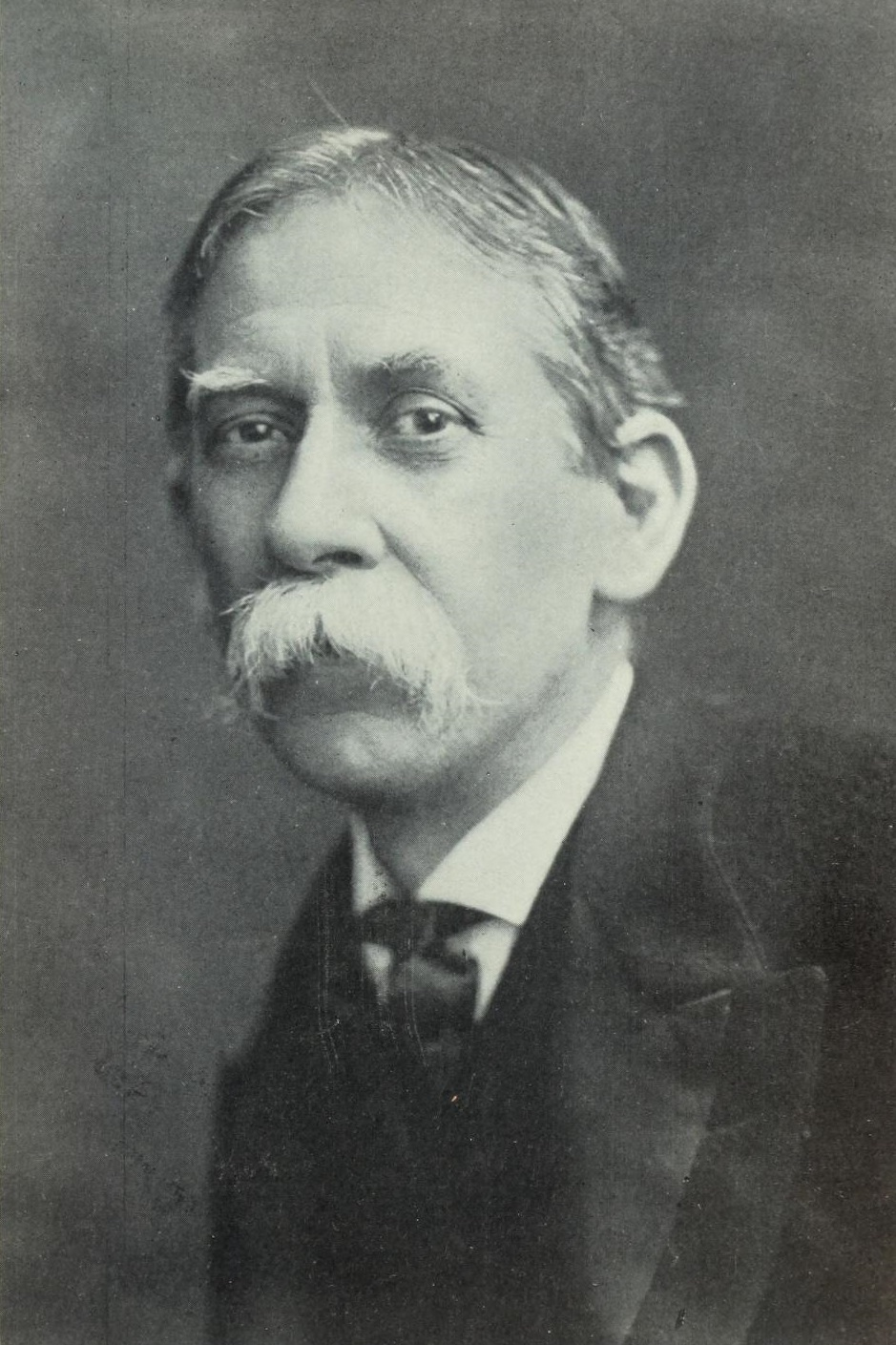
Talcott Williams (1912)

Talcott Williams (* 20. Juli 1849 in Abeih, Osmanisches Reich; † 24. Januar 1928 in New York) war ein US-amerikanischer Journalist und Dozent.

## Leben
Williams war der Sohn von William Frederick Williams und dessen Ehefrau Sarah Amelia Pound. Seine Eltern waren Missionare der Congregational Church, die im Nahen Osten das Christentum verbreiteten. Seinen ersten Unterricht erhielt Williams durch seine Eltern, für eine weiterführende Schule und späteres Studium wurde er 1864 mit fünfzehn Jahren nach New York geschickt.
1866 schrieb sich Williams in der Philips Academy (Andover, Massachusetts) ein und blieb dort bis 1869. Mit einem erfolgreichen Abschluss wechselte er ans Amherst College (Amherst, Mass.) und studierte dort die folgenden vier Jahre. In dieser Zeit nahm ihn die Bruderschaft Alpha Beta Phi als Mitglied auf und Williams blieb ihr Zeit seines Lebens verbunden.
Während seines Studiums begann Williams mit ersten literarischen Versuchen und machte dadurch u. a. auch die Bekanntschaft von Joseph Pulitzer. Durch dessen Unterstützung wurde Williams von der New York World engagiert und blieb dies auch, als zehn Jahre später Pulitzer diese Zeitung seinem Imperium angliederte. 1876 holte die New York Sun Williams als Korrespondenten und später wurde er auch freier Mitarbeiter des San Francisco Chronicle und des Springfield Republican.
Am 28. Mai 1879 heiratete Williams seine entfernte Verwandte, die Fotografin Sophie Wells Royce (1850–1928). Im Oktober 1881 ging das Ehepaar nach Philadelphia (Pennsylvania) wo Williams Redakteur der Philadelphia Press wurde. Künstlerisch interessiert und durch seine Arbeit machte er dort die Bekanntschaft von Cecilia Beaux, Thomas Eakins, Horace Howard Furness, Eadweard Muybridge, Robert Vonnoh und Walt Whitman. In dieser Runde änderte man bald schon seinen Vornamen „Talcott“ in „Talk-a-lot“.
Zwischen 1897 und 1898 unternahm das Ehepaar Williams eine verspätete Hochzeitsreise nach und durch Marokko. Hunderte von Objekten, die sie mit nach Hause brachten, schenkten sie dem Penn Museum, darunter auch viele Fotografien, die noch heute zum Inventar des Museums gehören.
Joseph Pulitzer spendete kurz vor seinem Tod der Columbia University zwei Millionen $ um eine Schule für Journalismus zu gründen. Mit Williams als ihren ersten Direktor nahm die Columbia University Graduate School of Journalism 1912 ihren Lehrbetrieb auf. Im selben Jahr wählte ihn die American Academy Conference of techers of journalism zu ihren Präsidenten und als solcher saß er auch im Vorstand der Honor Society Phi Beta Kappa (College William & Mary).
1917 gehörte Williams der Preis-Jury an, welche die ersten Pulitzer-Preise verlieh.
1919 gab er seine Ämter nacheinander auf und zog sich ins Privatleben zurück. Am 24. Januar 1928 starb Talcott Williams in New York und fand dort auch seine letzte Ruhestätte. Zwei seiner Kollegen von Phi Beta Kappa, John H. Finley und Oscar M. Voorhees, fungierten bei der Beerdigung mit als Sargträger.

## Ehrungen
- Ehrendoktor der University of Pennsylvania
- Ehrendoktor des Brown College
- Sein Porträt, gemalt von Thomas Eakins, hängt heute (Stand 2021) in der National Portrait Gallery in Washington, D.C.

## Schriften (Auswahl)

### Als Autor
Aufsätze
- Historical survivals of Morocco. In: Papers of the American Historical Association, Band 4 (1890), Heft 4, S. 213–234,
- Silver in China and its relation to Chinese copper coinage. In: The annals of the American Academy of Political and Social Science, 1897, Mai, S. 43–63, ISSN 0002-7162

Bücher
- Tammany Hall. Putnam, Nrw York 1898.
- Appreciations of Horace Howard Furnee. Our great Shakespeare critic. Selbstverlag, Cleveland 1912.
- Turkey. A world problem of to-day. Doubleday Page, New York 1921.
- The newspaperman. Scribner, New York 1922.

### Als Herausgeber
- zusammen mit Frank Moore Colby: New international Encyclopædia. Dodd Mead, New York 1918 (26 Bände)